# The Big Wedding
The Big Wedding (no Brasil: O Casamento do Ano, e em Portugal: O Grande Dia) é um filme de comédia estadunidense de 2013, dirigido e adaptado por Justin Zackham e escrito originalmente por Jean-Stéphane Bron e Karine Sudan. O longa-metragem é um versão estadunidense do filme francês Mon frère se marie, que foi lançado em 2006.
O filme é estrelado por um grande elenco, incluindo Robert De Niro, Katherine Heigl, Diane Keaton, Amanda Seyfried, Topher Grace, Ben Barnes, Susan Sarandon e Robin Williams. Foi lançado em 26 de abril de 2013 pela Lionsgate nos Estados Unidos e Canadá.

## Elenco
- Amanda Seyfried como Missy O'Connor
- Ben Barnes como Alejandro Griffin
- Robert de Niro como Don Griffin
- Diane Keaton como Ellie Griffin
- Susan Sarandon como Bebe Mcbride
- Katherine Heigl como Lyla Griffin
- Topher Grace como Jared Griffin
- Robin Williams como Padre Moinighan
- Christine Ebersole como Muffin O'Connor
- Patricia Rae como Madonna Soto
- Ana Ayora como Nuria Soto
- David Rasche como Barry O'Connor
- Kyle Bornheimer como Andrew
- Megan Ketch como  Jane

## Recepção
O filme recebeu avaliações geralmente negativas dos críticos especializados. The Big Wedding detém uma classificação de 7% no Rotten Tomatoes, baseado em 96 opiniões com consenso do site afirmando que o seu "elenco de estrelas está encalhado em um enredo artificial e tenso que apresenta grandes golpes de humor, mas poucos risos". No Metacritic, o filme marca 28%, com base em 32 revisões dos críticos. Lucas Salgado do AdoroCinema concedeu 1.5 de 5 estrelas ao filme, em sua critica intitulada de "o tempo passou", devido o filme possuir um elenco com faixa de idade alta. Nela ele diz que é desnecessário a mulher latina no filme não conhecer a realidade norte-americana, já que o mundo atual esta drasticamente globalizado. Também relatou que o filme "acaba falhando naquilo que muitos poderiam achar que seria uma qualidade: seu grande elenco [...] o problema é que por grande, me refiro apenas à quantidade de atores presentes em cena e não à qualidade dos intérpretes da produção".
De acordo com a estabelecimentos comerciais, o filme "foi um fracasso enorme nos cinemas".  Abriu com um desastroso US $7,5 milhões em 2.633 locais norte-americanos, levando a um observador dizer: "esperamos expositores nacionais pedir o fim num futuro muito próximo". Outro comentarista afirmou que "há pouca razão para suspeitar de que vai ficar por mais tempo do que os donos de cinemas estão contratualmente obrigados a mantê-lo".